# Legs Weaver
Legs Weaver è un personaggio immaginario dei fumetti creata nel 1991 da Michele Medda, Antonio Serra e Bepi Vigna come comprimario della serie a fumetti Nathan Never e poi divenuto protagonista di una omonima serie a fumetti edita dalla Sergio Bonelli Editore dal 1995 al 2005.

## Biografia del personaggio
Il personaggio, per aspetto fisico e per la forza di carattere, è chiaramente ispirato a Ellen Ripley, protagonista della saga di Alien, interpretata dall'attrice statunitense Sigourney Weaver dalla quale ha preso anche il cognome.
Rebecca Lawrence Weaver, figlia di genitori borghesi, trascorre un'infanzia triste, priva di amore e di attenzioni che la portano a sviluppare un carattere debole e timoroso, oltre a varie malattie psicosomatiche, come dislessia e dismetria. Per porre rimedio a questi problemi oltre che per dare una svolta alla sua vita, si iscrive all'accademia militare dove formano guardie del corpo, investigatori privati e agenti speciali. Qui dimostra una grande propensione all'uso delle armi ma gravi lacune nelle altre materie ma grazie all'aiuto di Sybyl Danning, sua compagna di stanza, riesce a colmarle. L'incontro con Corinne Lawrence, figlia del proprietario dell'istituto, la porta a sposarne il padre e ad abbandonare la scuola. Il matrimonio però non dura a lungo in quanto, a causa di Corinne, il marito muore assassinato e Rebecca viene ritenuta colpevole dell'omicidio e rinchiusa in carcere.
La permanenza in carcere la renderà scontrosa e introversa oltre a essere vittima di un tentativo di abuso sessuale dalla quale riesce a fuggire, guadagnandosi l'appellativo di Legs, gambe. In cambio di uno sconto di pena, Legs (come si fa chiamare) accetta di lavorare per l'Agenzia Alfa.
All'interno dell'Agenzia si distingue per i modi bruschi ma sempre corretti che col tempo verranno ingentiliti. Diventa amica di Nathan Never, un altro agente, assumendo un ruolo di punta all'interno dell'agenzia. L'incontro di Legs con May Frayn, prima ladra poi anche lei agente, modifica ulteriormente il personaggio che, nel 1994, nella testata a lei dedicata, è cambiata rispetto agli esordi nella serie di Nathan Never.
Legs è omosessuale, ed è attratta da May che però non ricambia e per questo deciderà di trasferirsi a vivere altrove. Legs instaura una relazione con Janet Blaise che però morirà alcuni anni dopo. Oggi Legs è fidanzata con Tanya, altra agente che lavora all'Alfa.
A seguito della guerra con le Stazioni Orbitanti Legs abbandona l'agenzia Alfa. Si trasferisce nella cittadina di Sandville insieme a Janet Blaise che ha aiutato a fuggire da una base in cui era prigioniera dei servizi segreti. Legs e il suo gruppo, ricercati dall'esercito, hanno creato una nuova agenzia privata.
Legs Weaver in teoria condivide lo stesso universo narrativo con altri personaggi bonelliani, che spesso si incontrano in crossover e teampup: Zagor, Mister No, Martin Mystère, Dylan Dog e ovviamente Nathan Never, anche se, al contrario di alcune delle altre testate, mancano quasi del tutto le citazioni reciproche dirette o indirette, se si esclude Nathan Never. Nel 2022 è stata protagonista nella storia crossover "Uniti per il pianeta" in cui ha condiviso l'avventura con lo stesso Nathan Never, Mister No e Martin Mystère.

## Storia editoriale
Legs esordisce sul primo numero della serie Nathan Never nel 1991 mentre come protagonista esordisce negli albi allegati ai numeri 2, 3 e 4 della collana Nathan Never Speciale, prologo della serie che le sarà dedicata nel 1995, Legs Weaver, primo fumetto della Sergio Bonelli Editore interamente dedicato ad una donna. La serie viene pubblicata per 119 numeri dal 1995 al 2005 affiancata poi da una serie di numeri speciali annuali, Legs Weaver Speciale, pubblicati dal 1996 al 2004 per 10 numeri. La serie nasce come spin-off della serie di Nathan Never della quale condivide l'ambientazione e il cast di comprimari. Diversamente dalla serie principale, in questa il tono è più leggero e ironico. La gestione della testata fu inizialmente opera di Antonio Serra che sviluppò come continuity principale la lotta di due gruppi di "cattivi" l'uno contro l'altro e, naturalmente, la relazione di questi con Legs. Il Club del peccato e le Dame Nere si presentavano come parodia di maschilismo e femminismo seguendo il trend della testata ai suoi esordi ricca di esagerazioni e caratterizzazioni grottesche. Dopo un periodo intermedio in cui la maggior parte delle storie vengono realizzate da Stefano Piani si decide per una svolta radicale che si concretizza per mano di Stefano Vietti nel 2004 per cercare di aumentare le vendite. Tra i suoi disegnatori ricordiamo Andrea Bormida, Lola Airaghi, Simona Denna, Francesca Palomba. Alcune testate Bonelli che, come Legs Weaver, non riscontravano buoni dati di vendita rischiavano di venire chiuse a breve dalla casa editrice. Fonti interne alla casa editrice esprimevano la volontà di tentare un rilancio di Legs Weaver (in questa ottica si inquadra il restyling svolto nel 2004) ma venivano contraddette da parte di Michele Medda, uno dei creatori del personaggio, che annunciava sul suo sito internet una prossima interruzione della vita editoriale della serie. Tuttavia, anche in seguito ad una accorata petizione da parte dei fan, questo proposito era stato in seguito smentito. Nonostante il rilancio la serie non raggiunse un livello di copie vendute sufficiente per continuare la pubblicazione e venne chiusa nell'ottobre del 2005 con il n. 119.
Successivamente alla conclusione della serie dedicata al personaggio, Legs è stata poi reintegrata nella continuity di Nathan Never nello Speciale Nathan Never n. 16 (Il ritorno di Legs, dicembre 2006) e nel maggio 2008, all'interno della collana Universo Alfa nasce un nuovo filone dedicato al personaggio chiamato La squadra fantasma, nel quale Legs e la sua agenzia vengono coinvolti da Solomon Darver nella soluzione di incarichi che l'Agenzia Alfa non può risolvere direttamente. Nel corso della storia, Legs si trova costretta con la sua squadra ad abbandonare Sandville e a tornare nella Città Est, per vivere in semi-clandestinità e viene ufficializzato il legame sentimentale tra Legs e Janet Blaise; con il n. 245 del 2011 della serie Nathan Never, (Il giorno più lungo), Legs fa il suo rientro nella serie principale dalla quale mancava dal 2006. La sua ricomparsa figura all'interno della cosiddetta Saga della guerra dei mondi. Con la fine della saga viene reintegrata in pianta stabile nell'organico dell'Agenzia Alfa. Questo porterà alla fine della relazione sentimentale con Janet Blaise. La fuoriuscita e il rientro del personaggio all'interno della serie regolare di Nathan Never, coincidono con le guerre interplanetarie: Legs esce al termine della Guerra con le Stazioni Orbitanti, mentre rientra con lo svolgersi della Saga della guerra dei mondi.

### Legs e le paladine
Serie parallela composta da quattro numeri (più una storia breve apparsa sulla rivista Digital Life Style) e ambientata in un universo parallelo dove Legs è una ragazza solare e allegra. Convive con May e frequenta l'università, in cui Legs è costantemente in ritardo per il suo lavoro di investigatrice privata; non ha ancora la patente e pertanto deve farsi dare passaggi da May; il padre di Legs qui è stato un illusionista da circo che ha insegnato a Legs i suoi trucchi che aiuteranno Legs a difendersi dai criminali; sua madre invece è stata un'investigatrice che le lascia in eredità la propria agenzia. Legs è innamorata del suo giovane insegnante indiano.

## Evoluzione grafica
Come altri fumetti della casa editrice milanese (es: Tex, Zagor, ecc) l'aspetto grafico degli attori principali della serie rimane "stabile": cioè, il tempo passa, ma loro non invecchiano, vivendo le loro storie in una specie di limbo temporale. Legs dimostra un'età apparente di circa 25 anni, conservando le "guanciotte" infantili, distinguendosi dalla "Legs" di Nathan Never nella quale è disegnata come una persona più matura, intorno ai 40 anni, con un volto più spigoloso e mascolino. Legs, stando alle pubblicazioni e al sito dell'editore, è nata nell'anno del nuovo calendario 2054, per cui avrebbe dovuto avere 37 anni all'inizio della serie (anno nuovo calendario 2091).